# L'Affaire de la fille au pyjama jaune
Pour plus de détails, voir Fiche technique et Distribution.
L'Affaire de la fille au pyjama jaune (La ragazza dal pigiama giallo) est un giallo italo-espagnol coécrit et réalisé par Flavio Mogherini, sorti en 1978.

## Synopsis
En Australie, près de Sydney, le corps calciné d'une jeune femme est retrouvé dans une carcasse de voiture abandonnée sur une plage. La police, menée par l'inspecteur Ramsey, accepte l'aide de l'ancien policier Thompson, désormais à la retraite mais incapable de supporter son inactivité, pour enquêter sur ce meurtre. L'affaire s'avère être difficile car le visage de la morte est tellement détruit qu'il est impossible de l'identifier. Le seul indice : les restes du pyjama jaune qu'elle portait.
En parallèle, Glenda, jeune femme libérée et serveuse pour gagner sa vie, est mariée avec Antonio mais elle est insatisfaite. Elle couche avec deux autres hommes : Henry Douglas, un professeur attentionné, et Roy Conner, un macho viril qui travaille dans une usine. Mais sa sexualité débridée ne la rend pas heureuse.
Deux histoires différentes qui se croiseront et aboutiront à un carambolage tragique.

## Fiche technique
- Titre original : La ragazza dal pigiama giallo
- Titre français : L'Affaire de la fille au pyjama jaune
- Réalisation : Flavio Mogherini
- Scénario : Flavio Mogherini et Rafael Sánchez Campoy
- Montage : Adriano Tagliavia
- Musique : Riz Ortolani, Amanda Lear
- Photographie : Raúl Artigot et Carlo Carlini
- Production : Giorgio Salvioni
- Société de production et distribution : Zodiac Produzioni
- Pays d'origine :  Italie,  Espagne
- Langue originale : italien, espagnol
- Format : couleur
- Genre : giallo
- Durée : 103 minutes
- Dates de sortie :
  -  Italie : 12 janvier 1978[1]

## Distribution
- Ray Milland : inspecteur Thompson
- Dalila Di Lazzaro : Glenda Blythe
- Michele Placido : Antonio Attolini
- Mel Ferrer : professeur Henry Douglas
- Howard Ross : Roy Conner
- Ramiro Oliveros : inspecteur Ramsey
- Rod Mullinar : inspecteur Morris
- Giacomo Assandri : Quint
- Eugene Walter : Dorsey